# 陳雪懷
陳雪懷（1954年—）中華民國政治人物，初中畢業於馬祖初中第10屆，高中畢業於省立馬祖高中。獲得國立臺北大學企業管理碩士、美國華盛頓州立西堤大學企管碩士。在馬祖期間曾任連江縣稅捐所稅務員、北竿稅捐站站長。曾在東吳大學及致理技術學院兼任講師，講授有關管理及兩岸相關課程，如策略管理、行銷管理及兩岸經貿專題、大陸經濟發展等。2008年至2017年間任總統府會計長，2017年至2019年間任陸委會駐澳門代表。胞兄為連江縣立法委員陳雪生。

## 生平
1981年任職行政院研究發展考核委員會科員、專員、科長。
1991年行政院大陸委員會成立，陸續擔任行政院大陸委員會專門委員、會計主任、參事、香港事務局代局長。
1992年行政院大陸委員會評定為模範公務人員。
1997年行政院主計處評定為優秀主計人員。
2004年獲頒主計三等專業獎章。
2008年由行政院大陸委員會12職等參事任內調升總統府13職等會計長。
2017年獲頒一等功績獎章。
2017年在蔡英文總統執政時期，派駐澳門擔任行政院大陸委員會澳門辦事處處長。